# Аксай (місто, Казахстан)
Акса́й (каз. Ақсай) — місто, центр Бурлінського району Західноказахстанської області Казахстану. Адміністративний центр Аксайської міської адміністрації.
Населення — 36293 особи (2021; 32873 у 2009, 28953 у 1999, 18237 у 1989).